# Ribamontán al Monte
Ribamontán al Monte ist eine spanische Gemeinde in der Autonomen Region Kantabrien. Die Landschaft von Ribamontán al Monte ist geprägt von Wiesen und dem Fluss Pontones, der im Inneren der Gemeinde entspringt. Wirtschaftlich wird sie vom primären Sektor, der Landwirtschaft und der Viehzucht geprägt, während sich auch der Dienstleistungssektor in Form des Tourismus fest etabliert hat.

## Orte
- Anero
- Cubas
- Hoz de Anero (Hauptort)
- Liermo
- Omoño
- Las Pilas
- Pontones
- Villaverde de Pontones

## Höhle „El Truchiro“
In der Höhle „El Truchiro“ (in Omoño), wurde zwischen 2002 und 2006 bei Ausgrabungen von Ángel Armendáriz Gutiérrez eine mittelsteinzeitliche  
Einzelbestattung entdeckt, die auf den Beginn des 6. Jahrtausends v. Chr. datiert wird. Die Kalzinierung der Überreste legt nahe, dass die Leiche auf einer Struktur aus Rinde oder Eichenholz abgelegt, verbrannt und in einem flachen Grab beigesetzt wurde. Die Grabbeigaben bestehen aus Feuersteinen, durchbohrten Herzmuscheln und einem Anhänger aus Hirschzähnen.

## Bevölkerungsentwicklung
| Jahr      | 1842 | 1900 | 1950 | 1981 | 1991 | 2001 | 2011 |
| --------- | ---- | ---- | ---- | ---- | ---- | ---- | ---- |
| Einwohner | 2021 | 2139 | 2919 | 2135 | 2016 | 2005 | 2165 |